# 50 Cassiopeiae
50 Cassiopeiae (również NGC 771) – gwiazda znajdująca się w gwiazdozbiorze Kasjopei. Jej jasność obserwowana to ok. 4m, czyli jest dobrze widoczna gołym okiem. John Herschel obserwował ją 29 października 1831 roku i, podejrzewając ją o posiadanie mgławicy, umieścił w swoim katalogu obiektów mgławicowych.
50 Cassiopeiae znajduje się w odległości ok. 157 lat świetlnych od Słońca. Jest białą gwiazdą ciągu głównego (karłem) o typie widmowym A2.
Była to także najjaśniejsza gwiazda historycznej konstelacji o nazwie Custos Messium (Strażnik Plonów).